# Inmigración mexicana en Italia
La inmigración mexicana en Italia se refiere a personas de México que emigran a Italia, generalmente se ha dado por consaguinidad, motivos religiosos, contratos nupciales e intereses académicos. Hay un número estimado de 5.739 personas de México que viven en Italia, sobre todo en regiones como Lombardía, Lacio, Piamonte y Véneto. Viven en ciudades como Milán, Brescia, Pavía, Padua y Verona. Es la tercera comunidad de mexicanos más numerosa de Europa, después de España y Alemania.[cita requerida]
Aunque Italia fue uno de los países europeos que recibió a los primeros inmigrantes mexicanos, la falta de empleo y la falta de oportunidades laborales ha provocado que los mexicanos se estén desplazando hacia países como Alemania y Suiza, los nuevos destinos de una población que salió de México para emprender económicamente y culturalmente. A partir de 2012, se reduce la inmigración mexicana en Milán, en Roma y Génova. Solo algunos mexicanos de habla véneta, procedentes de Chipilo (Puebla), han decidido establecerse en Véneto o en Milán , por motivos de arraigo y origen, más no por motivos económicos.[cita requerida]

## Historia
La primera comunidad mexicana en Italia, llegó en los primeros años del siglo XX, se establecieron principalmente en Roma y algunas ciudades del norte y de la costa oeste. Muchos de los mexicanos que inmigraron a Italia fueron religiosos y religiosas católicas, posteriormente lo hicieron algunas familias porfirianas que huyeron hacia Roma durante la Revolución mexicana.[cita requerida]
Cada comunidad extranjera que reside en Roma se reunía en alguna iglesia o parroquia que conmemorara a dicha nación, sin embargo no existía una iglesia dedicada a los fieles católicos latinoamericanos, el papa Pío XII, decidió iniciar la construcción de un nuevo templo católico dedicado a México, con el motivo de que se reunieran los obispos y religiosos mexicanos en comunidad con otros mexicanos. Así fue como se manda construir la Basílica de la Virgen de Guadalupe en una de las nuevas urbanizaciones de la ciudad de Roma, la cual también albergaría el nombre de San Felipe Mártir, primer santo mexicano que martirizado en Okinawa, Japón.

## Cultura mexicana

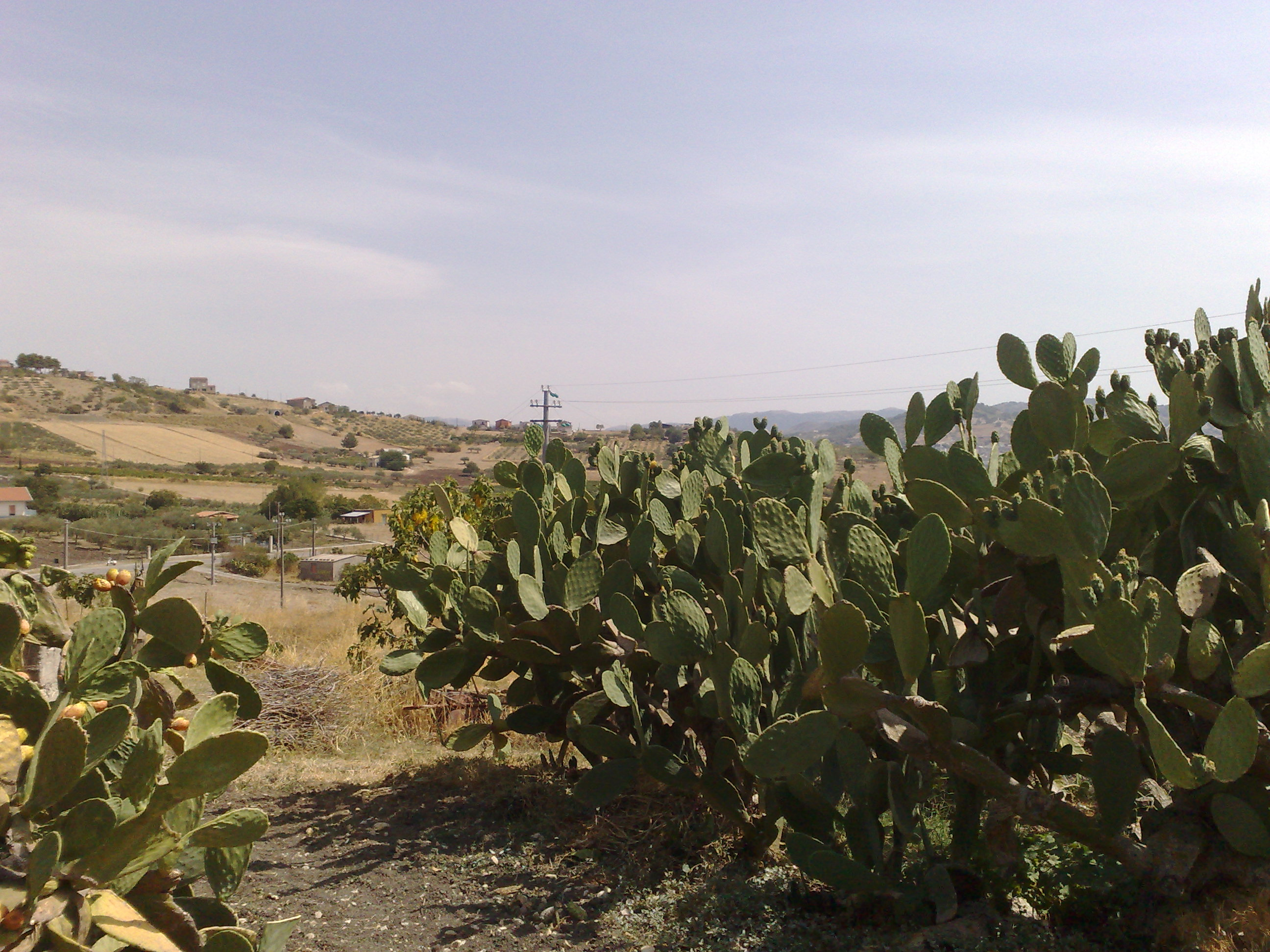
Después de México, Italia es el segundo productor de tuna o higo chumbo a nivel mundial.

El nopal o la chumbera, es sin duda el mejor ícono de la flora mesoamericana en Italia y que además es el símbolo nacional de México, este vegetal introducido en el sur de Europa ha dado identidad a Sicilia como a México por su producción, cultivo y explotación al máximo de la planta; los italianos le nombran fico d'India y su comercialización, ha colocado a Italia como segundo productor a nivel mundial después de México.[cita requerida]

### Relaciones diplomáticas de México en Italia
- Embajada de México en Italia, Roma.
- Consulado-General en Milán, Lombardía.

## Estadísticas
| Año del censo | Residentes mexicanos |
| ------------- | -------------------- |
| 2006          | 2,103                |
| 2010          | 6,798                |
| 2012          | 5,739                |
| 2015          | 4,357                |